# God morgon (Uno & Irma-låt)
"God morgon" är en melodifestivallåt skriven av Uno Svenningsson och Staffan Hellstrand. Den framfördes av Uno Svenningsson och Irma Schultz i den svenska Melodifestivalen 2007. Bidraget var med i deltävlingen i Jönköping den 3 februari 2007, och tog sig vidare till andra chansen. Väl där missade bidraget finalen i Globen. Sången handlar om då morgonen anländer i en stad. Den 5 mars 2007 gavs singeln "God morgon" ut, och placerade sig som högst på 18:e plats på den svenska singellistan.
Melodin testades även på Svensktoppen, och tog sig in på listan den 15 april 2007. Den hamnade på sjunde plats. Gången därpå föll den två placeringar, för att därefter ha slagits ut.
Under Melodifestivalen 2012 var låten med i "Tredje chansen".

## Låtlista
| Nr           | Titel                       | Längd |
| ------------ | --------------------------- | ----- |
| 1.           | God morgon                  | 3:06  |
| 2.           | God morgon (karaokeversion) | 3:04  |
| Total längd: | Total längd:                | 6:10  |

### Listplaceringar
| Lista (2007) | Topplacering |
| ------------ | ------------ |
| Sverige      | 18           |